# FC Gütersloh/Saison 1998/99
Die FC Gütersloh Saison 1998/99 war die 21. Spielzeit des Fußballvereins aus Gütersloh, Nordrhein-Westfalen, nach der Fusion der Zweitligisten DJK Gütersloh und SVA Gütersloh am 12. Mai 1978. In dieser Saison wurde der Verein Tabellenfünfzehnter in der 2. Fußball-Bundesliga und stieg damit nach drei Jahren Zweitklassigkeit in die dritte Liga ab. Im DFB-Pokal blamierte sich der Verein in der 1. Runde gegen den Viertligisten Eisbachtaler Sportfreunde.

## Transfers

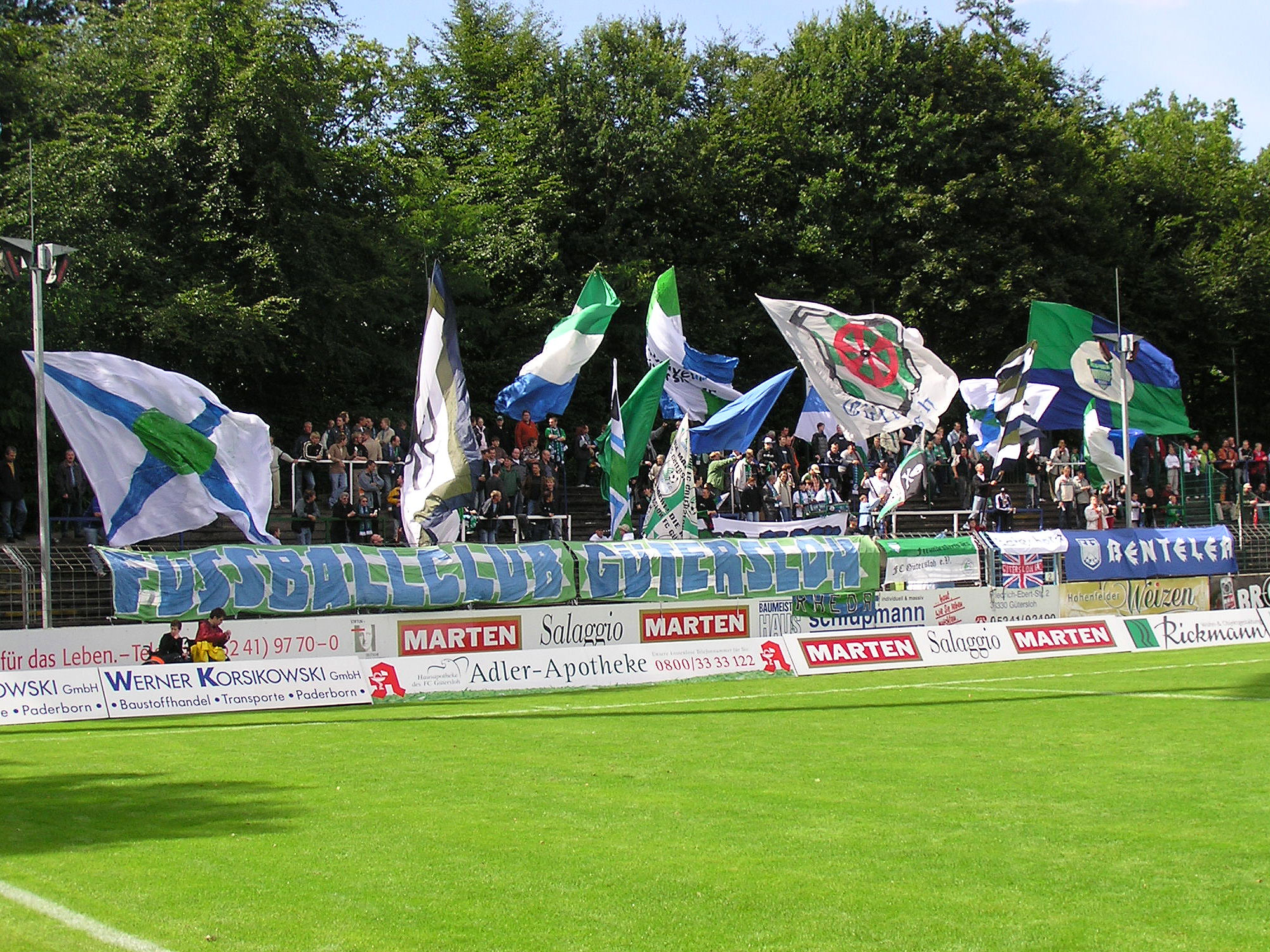
Heidewaldstadion Gütersloh mit Fußball-Fans

| Zugänge     | Zugänge                | Zugänge           | Zugänge                    |
| Datum       | Spieler                | abgebender Verein | Anmerkung                  |
| ----------- | ---------------------- | ----------------- | -------------------------- |
| Sommerpause | Risto Božinov          | Sileks Kratovo    | ablösefrei                 |
| Sommerpause | Giuseppe Canale        | FC Den Bosch      | ablösefrei                 |
| Sommerpause | Horst Elberfeld        | VfB Oldenburg     |                            |
| Sommerpause | Arne Friedrich         | eigene Jugend     |                            |
| Sommerpause | Kemal Halat            | 1. FC Nürnberg    | unbekannte Ablösesumme     |
| Sommerpause | Marián Hodulík         | eigene Jugend     |                            |
| Sommerpause | Andreas Jakobtorweihen | eigene Jugend     |                            |
| Sommerpause | Michael Kraft          | 1. FC Köln        | ablösefrei                 |
| Sommerpause | Thomas Möller          | VfB Leipzig       |                            |
| Sommerpause | Massimilian Porcello   | eigene Jugend     |                            |
| Sommerpause | Daniel Stendel         | SV Meppen         |                            |
| Sommerpause | Robert Szopa           | Raków Częstochowa |                            |
| Sommerpause | Thijs Waterink         | FC Den Bosch      | Ablösesumme 600.000 D-Mark |
| Jan. 1999   | Tomasz Kos             | ŁKS Łódź          | ablösefrei                 |
| Jan. 1999   | Darlington Omodiagbe   | ŁKS Łódź          | unbekannte Ablösesumme     |

| Abgänge     | Abgänge            | Abgänge             | Abgänge                        |
| Datum       | Spieler            | aufnehmender Verein | Anmerkung                      |
| ----------- | ------------------ | ------------------- | ------------------------------ |
| Sommerpause | Andreas Ellguth    | FC Carl Zeiss Jena  | ablösefrei                     |
| Sommerpause | Soner Uysal        | Hamburger SV        | Leihende                       |
| Sommerpause | Vlado Papić        | Eintracht Trier     | ablösefrei                     |
| Sommerpause | Ruslan Romantschuk | TuS Celle FC        | ablösefrei                     |
| Sommerpause | Angelo Vier        | SK Rapid Wien       | Ablösesumme 10. Mio. Schilling |
| Aug. 1998   | Adam Matysek       | Bayer 04 Leverkusen | Ablösesumme 2. Mio. D-Mark     |
| Jan. 1999   | Dirk Flock         | SV Werder Bremen    | Ablösesumme 1. Mio. D-Mark     |
| Jan. 1999   | Alexander Löbe     | SK Vorwärts Steyr   | ablösefrei                     |
| Jan. 1999   | Thomas Möller      | VfB Oldenburg       |                                |

## Spielkleidung
| Heim | Auswärts | Alternativ |

## Kader in der Saison 1998/99
| 01 3 | Polen       | Adam Matysek 1         | 19.07.1968 |
| 25   | Deutschland | Dirk Langerbein        | 09.09.1971 |
|      | Deutschland | Andreas Jakobtorweihen | 14.04.1976 |
| 01 3 | Deutschland | Michael Kraft          | 23.04.1966 |
|      | Deutschland | Thorsten Lenze         | 07.10.1976 |

| 2    | Deutschland | Sven Bremer          | 02.06.1975 |
|      | Deutschland | Arne Friedrich       | 29.05.1979 |
|      | Kroatien    | Josip Rašić          | 12.10.1978 |
| 15   | Turkei      | Kemal Halat          | 05.07.1971 |
| 12   | Slowakei    | Marián Hodulík       | 26.11.1979 |
| 04   | Deutschland | Dirk Konerding       | 27.02.1969 |
| 19   | Polen       | Tomasz Kos           | 04.04.1974 |
| 24 2 | Nigeria     | Darlington Omodiagbe | 02.07.1978 |
| 03   | Niederlande | Rob Reekers          | 07.05.1966 |
| 21   | Deutschland | Thomas Möller 1      | 12.07.1967 |
| 05   | Deutschland | Jens Tschiedel       | 05.08.1968 |
| 07   | Niederlande | Thijs Waterink       | 26.12.1968 |

| 22 | Belgien     | Giuseppe Canale      | 17.03.1977 |
| 14 | Polen       | Wojciech Choroba     | 03.05.1966 |
| 13 | Deutschland | Janosch Dziwior      | 19.09.1974 |
| 06 | Deutschland | Dirk Flock 1         | 23.05.1972 |
| 11 | Deutschland | Willi Landgraf       | 29.08.1968 |
| 17 | Deutschland | Ralf Lewe            | 13.05.1969 |
| 08 | Deutschland | Christian Meyer      | 24.12.1968 |
|    | Deutschland | Massimilian Porcello | 23.06.1980 |
| 16 | Deutschland | Frank Scharpenberg   | 30.11.1971 |
| 23 | Deutschland | Mike Schürmann       | 25.08.1972 |
| 10 | Deutschland | Uwe Weidemann        | 14.06.1963 |

| 06   | Nordmazedonien     | Risto Božinov    | 10.04.1969 |
| 18   | Deutschland        | Horst Elberfeld  | 18.09.1974 |
| 24 2 | Deutschland        | Alexander Löbe 1 | 13.11.1972 |
| 21   | Deutschland        | Daniel Stendel   | 04.04.1974 |
| 09   | Polen              | Robert Szopa     | 28.04.1972 |
| 20   | Vereinigte Staaten | David Wagner     | 19.10.1971 |

### Funktionäre und Trainer Saison 1998/99
| Funktion        | Name                                                                                       |
| --------------- | ------------------------------------------------------------------------------------------ |
| Cheftrainer     | Hannes Linßen (bis 19. September 1998) Dieter Brei (bis 19. Dezember 1998) Jürgen Gelsdorf |
| Co-Trainer      | Jörg Drüke                                                                                 |
| Betreuer        | Hartmuth Güth                                                                              |
| Betreuer        | Georg Hollensett                                                                           |
| Mannschaftsarzt | Dr. Dieter Meis                                                                            |
| Physiotherapeut | Frank Bertelsmeier                                                                         |

## Saison

### 2. Bundesliga
Der FC Gütersloh wurde in seiner dritten Zweitligasaison Tabellenfünfzehnter mit drei Punkten Rückstand auf den 14. Platz der zum Klassenerhalt gereicht hätte. Während der gesamten Saison war die Mannschaft dreimal Tabellenletzter. An nur drei Spieltagen stand Gütersloh nicht auf einem Abstiegsplatz. Nach einer 0:3-Niederlage im Ostwestfalen-Derby gegen den DSC Arminia Bielefeld am 33. Spieltag und dem gleichzeitigen 3:0-Sieg von Energie Cottbus bei Fortuna Düsseldorf besiegelte den Abstieg.
| ST | Datum              | Gegner                 | Ort      | Ergebnis | Tor(e) für den FC Gütersloh           |
| -- | ------------------ | ---------------------- | -------- | -------- | ------------------------------------- |
| 1  | 2. August 1998     | 1. FC Köln             | Heim     | 0:1      |                                       |
| 2  | 9. August 1998     | Fortuna Düsseldorf     | Auswärts | 1:3      | Weidemann                             |
| 3  | 14. August 1998    | SpVgg Unterhaching     | Heim     | 1:1      | Elberfeld                             |
| 4  | 16. August 1998    | KFC Uerdingen          | Auswärts | 0:2      |                                       |
| 5  | 23. August 1998    | Hannover 96            | Heim     | 2:1      | Stendel, Tschiedel                    |
| 6  | 13. September 1998 | Stuttgarter Kickers    | Auswärts | 1:2      | Landgraf                              |
| 7  | 20. September 1998 | SSV Ulm 1846           | Heim     | 1:1      | Božinov                               |
| 8  | 27. September 1998 | Tennis Borussia Berlin | Auswärts | 0:2      |                                       |
| 9  | 4. Oktober 1998    | 1. FSV Mainz 05        | Heim     | 6:1      | Elberfeld (2×), Wagner (3×), Waterink |
| 10 | 18. Oktober 1998   | SpVgg Greuther Fürth   | Auswärts | 2:3      | Meyer, Stendel                        |
| 11 | 25. Oktober 1998   | FC St. Pauli           | Heim     | 1:4      | Choroba                               |
| 12 | 1. November 1998   | SG Wattenscheid 09     | Auswärts | 1:1      | Stendel                               |
| 13 | 8. November 1998   | Energie Cottbus        | Heim     | 1:1      | Waterink                              |
| 14 | 17. November 1998  | Karlsruher SC          | Auswärts | 3:2      | Elberfeld, Meyer, Waterink            |
| 15 | 22. November 1998  | Rot-Weiß Oberhausen    | Auswärts | 0:3      |                                       |
| 16 | 29. November 1998  | DSC Arminia Bielefeld  | Heim     | 0:2      |                                       |
| 17 | 6. Dezember 1998   | SC Fortuna Köln        | Auswärts | 2:3      | Scharpenberg, Stendel                 |
| 18 | 13. Dezember 1998  | 1. FC Köln             | Auswärts | 1:1      | Choroba                               |
| 19 | 20. Dezember 1998  | Fortuna Düsseldorf     | Heim     | 2:2      | Elberfeld, Stendel                    |
| 20 | 28. Februar 1999   | SpVgg Unterhaching     | Auswärts | 0:2      |                                       |
| 21 | 7. März 1999       | KFC Uerdingen          | Heim     | 2:0      | Meyer, Božinov                        |
| 22 | 14. März 1999      | Hannover 96            | Auswärts | 1:4      | Weidemann                             |
| 23 | 21. März 1999      | Stuttgarter Kickers    | Heim     | 1:0      | Kos                                   |
| 24 | 5. April 1999      | SSV Ulm 1846           | Auswärts | 1:1      | Meyer                                 |
| 25 | 11. April 1999     | Tennis Borussia Berlin | Heim     | 1:0      | Elberfeld                             |
| 26 | 18. April 1999     | 1. FSV Mainz 05        | Auswärts | 0:1      |                                       |
| 27 | 27. April 1999     | SpVgg Greuther Fürth   | Heim     | 1:0      | Omodiagbe                             |
| 28 | 2. Mai 1999        | FC St. Pauli           | Auswärts | 0:1      |                                       |
| 29 | 9. Mai 1999        | SG Wattenscheid 09     | Heim     | 2:1      | Božinov, Weidemann                    |
| 30 | 16. Mai 1999       | Energie Cottbus        | Auswärts | 1:5      | Weidemann                             |
| 31 | 24. Mai 1999       | Karlsruher SC          | Heim     | 2:0      | Božinov (2×)                          |
| 32 | 30. Mai 1999       | Rot-Weiß Oberhausen    | Heim     | 0:3      |                                       |
| 33 | 13. Juni 1999      | DSC Arminia Bielefeld  | Auswärts | 0:3      |                                       |
| 34 | 17. Juni 1999      | SC Fortuna Köln        | Heim     | 2:1      | Omodiagbe, Scharpenberg               |

### 2. Bundesliga-Tabellenverlauf
|                        | 1  | 2  | 3  | 4  | 5  | 6  | 7  | 8  | 9  | 10 | 11 | 12 | 13 | 14 | 15 | 16 | 17 | 18 | 19 | 20 | 21 | 22 | 23 | 24 | 25 | 26 | 27 | 28 | 29 | 30 | 31 | 32 | 33 | 34 |
| ---------------------- | -- | -- | -- | -- | -- | -- | -- | -- | -- | -- | -- | -- | -- | -- | -- | -- | -- | -- | -- | -- | -- | -- | -- | -- | -- | -- | -- | -- | -- | -- | -- | -- | -- | -- |
| FC Gütersloh           | 12 | 18 | 15 | 18 | 15 | 16 | 16 | 17 | 15 | 15 | 15 | 16 | 16 | 15 | 16 | 17 | 17 | 16 | 16 | 18 | 16 | 17 | 16 | 16 | 15 | 16 | 15 | 15 | 14 | 15 | 14 | 15 | 15 | 15 |
| Stand: Ende der Saison |    |    |    |    |    |    |    |    |    |    |    |    |    |    |    |    |    |    |    |    |    |    |    |    |    |    |    |    |    |    |    |    |    |    |

### Abschlusstabelle
| Rang | Verein                     | Sp. | S  | U  | N  | Tore  | Diff. | Punkte |
| ---- | -------------------------- | --- | -- | -- | -- | ----- | ----- | ------ |
| 01.  | Arminia Bielefeld (A)      | 34  | 20 | 7  | 7  | 62:32 | +30   | 67     |
| 02.  | SpVgg Unterhaching         | 34  | 19 | 6  | 9  | 47:30 | +17   | 63     |
| 03.  | SSV Ulm 1846 (N)           | 34  | 15 | 13 | 6  | 63:51 | +12   | 58     |
| 04.  | Hannover 96 (N)            | 34  | 16 | 9  | 9  | 52:36 | +16   | 57     |
| 05.  | Karlsruher SC (A)          | 34  | 17 | 5  | 12 | 54:43 | +11   | 56     |
| 06.  | Tennis Borussia Berlin (N) | 34  | 15 | 9  | 10 | 47:39 | +08   | 54     |
| 07.  | 1. FSV Mainz 05            | 34  | 14 | 8  | 12 | 48:44 | +04   | 50     |
| 08.  | SpVgg Greuther Fürth       | 34  | 13 | 10 | 11 | 40:31 | +09   | 49     |
| 09.  | FC St. Pauli               | 34  | 12 | 9  | 13 | 49:46 | +03   | 45     |
| 10.  | 1. FC Köln (A)             | 34  | 12 | 9  | 13 | 46:53 | −07   | 45     |
| 11.  | Energie Cottbus            | 34  | 10 | 11 | 13 | 48:42 | +06   | 41     |
| 12.  | Rot-Weiß Oberhausen (N)    | 34  | 9  | 14 | 11 | 40:47 | −07   | 41     |
| 13.  | Stuttgarter Kickers        | 34  | 11 | 8  | 15 | 38:53 | −15   | 41     |
| 14.  | SC Fortuna Köln            | 34  | 9  | 13 | 12 | 49:55 | −06   | 40     |
| 15.  | FC Gütersloh               | 34  | 10 | 7  | 17 | 39:58 | −19   | 37     |
| 16.  | KFC Uerdingen 05           | 34  | 7  | 10 | 17 | 34:57 | −23   | 31     |
| 17.  | SG Wattenscheid 09         | 34  | 7  | 9  | 18 | 31:46 | −15   | 30     |
| 18.  | Fortuna Düsseldorf         | 34  | 5  | 13 | 16 | 35:59 | −24   | 28     |

| Legende | Legende                         |
| ------- | ------------------------------- |
|         | Aufsteiger in die Bundesliga    |
|         | Absteiger in die Regionalliga   |
| (A)     | Absteiger aus der Bundesliga    |
| (N)     | Aufsteiger aus der Regionalliga |

## DFB-Pokal
| Eisbachtaler Sportfreunde                            | Eisbachtaler Sportfreunde | FC Gütersloh | FC Gütersloh |
| ---------------------------------------------------- | --- | --- | ------------ |
| Eisbachtaler Sportfreunde                            | \| 1. Runde \| \| 28. August 1998 in Nentershausen (Eisbachtalstadion) \| \| Ergebnis: 1:0 n. V. (0:0, 1:0) \| \| Zuschauer: 2.200 \| \| Schiedsrichter: Hans-Jürgen Weber \| \| Spielbericht \| | \| 1. Runde \| \| 28. August 1998 in Nentershausen (Eisbachtalstadion) \| \| Ergebnis: 1:0 n. V. (0:0, 1:0) \| \| Zuschauer: 2.200 \| \| Schiedsrichter: Hans-Jürgen Weber \| \| Spielbericht \|                                                                    | FC Gütersloh |
| Eisbachtaler Sportfreunde                            | Achim Bons – Oliver Ackermann, Ralf Jauernick, Dirk Freudenthal, Thorsten Wörsdörfer, Aleksandr Tatarenko, Jerzy Misztur, Dirk Metternich, Dirk Laux, Arijan Dervishay, Melori Bigvava           | Michael Kraft – Thijs Waterink, Rob Reekers, Jens Tschiedel (64. Kemal Halat), Christian Meyer – Willi Landgraf, Uwe Weidemann (58. Horst Elberfeld), Frank Scharpenberg, Giuseppe Canale (80. Ralf Lewe) – David Wagner, Daniel Stendel Cheftrainer: Hannes Linßen | FC Gütersloh |
| Eisbachtaler Sportfreunde                            | 1:0 Melori Bigvava (104.) | | FC Gütersloh |
| Eisbachtaler Sportfreunde                            | Thijs Waterink, Uwe Weidemann | | FC Gütersloh |
| 1. Runde                                             | | |              |
| 28. August 1998 in Nentershausen (Eisbachtalstadion) | | |              |
| Ergebnis: 1:0 n. V. (0:0, 1:0)                       | | |              |
| Zuschauer: 2.200                                     | | |              |
| Schiedsrichter: Hans-Jürgen Weber                    | | |              |
| Spielbericht                                         | | |              |

## Statistiken

### Spielerstatistiken
| Spieler                | Bundesliga | Bundesliga | Bundesliga  | Bundesliga | DFB-Pokal | DFB-Pokal | DFB-Pokal   | DFB-Pokal  | Total    | Total | Total       | Total      |
| Spieler                | Einsätze   | Tore       | Gelbe Karte | Rote Karte | Einsätze  | Tore      | Gelbe Karte | Rote Karte | Einsätze | Tore  | Gelbe Karte | Rote Karte |
| ---------------------- | ---------- | ---------- | ----------- | ---------- | --------- | --------- | ----------- | ---------- | -------- | ----- | ----------- | ---------- |
| Risto Božinov          | 24         | 5          | 5           | 1          | 0         | 0         | 0           | 0          | 24       | 5     | 5           | 1          |
| Sven Bremer            | 0          | 0          | 0           | 0          | 0         | 0         | 0           | 0          | 0        | 0     | 0           | 0          |
| Giuseppe Canale        | 18         | 0          | 5           | 1          | 1         | 0         | 0           | 0          | 19       | 0     | 5           | 1          |
| Wojciech Choroba       | 28         | 2          | 3           | 0          | 0         | 0         | 0           | 0          | 28       | 2     | 3           | 0          |
| Janosch Dziwior        | 29         | 0          | 7           | 1          | 0         | 0         | 0           | 0          | 29       | 0     | 7           | 1          |
| Horst Elberfeld        | 32         | 6          | 5           | 0          | 1         | 0         | 0           | 0          | 33       | 6     | 5           | 0          |
| Dirk Flock             | 4          | 0          | 0           | 0          | 0         | 0         | 0           | 0          | 4        | 0     | 0           | 0          |
| Arne Friedrich         | 0          | 0          | 0           | 0          | 0         | 0         | 0           | 0          | 0        | 0     | 0           | 0          |
| Andreas Jakobtorweihen | 0          | 0          | 0           | 0          | 0         | 0         | 0           | 0          | 0        | 0     | 0           | 0          |
| Kemal Halat            | 28         | 0          | 11          | 1          | 1         | 0         | 0           | 0          | 29       | 0     | 11          | 1          |
| Marian Hodulik         | 2          | 0          | 0           | 0          | 0         | 0         | 0           | 0          | 2        | 0     | 0           | 0          |
| Dirk Konerding         | 1          | 0          | 0           | 0          | 0         | 0         | 0           | 0          | 1        | 0     | 0           | 0          |
| Tomasz Kos             | 14         | 1          | 6           | 0          | 0         | 0         | 0           | 0          | 14       | 1     | 6           | 0          |
| Michael Kraft          | 17         | 0          | 1           | 0          | 1         | 0         | 0           | 0          | 18       | 0     | 1           | 0          |
| Willi Landgraf         | 31         | 1          | 10          | 0          | 1         | 0         | 0           | 0          | 32       | 1     | 10          | 0          |
| Dirk Langerbein        | 17         | 0          | 1           | 0          | 0         | 0         | 0           | 0          | 17       | 0     | 1           | 0          |
| Thorsten Lenze         | 0          | 0          | 0           | 0          | 0         | 0         | 0           | 0          | 0        | 0     | 0           | 0          |
| Ralf Lewe              | 5          | 0          | 0           | 0          | 1         | 0         | 0           | 0          | 6        | 0     | 0           | 0          |
| Alexander Löbe         | 1          | 0          | 0           | 0          | 0         | 0         | 0           | 0          | 1        | 0     | 0           | 0          |
| Adam Matysek           | 1          | 0          | 0           | 0          | 0         | 0         | 0           | 0          | 1        | 0     | 0           | 0          |
| Christian Meyer        | 32         | 4          | 5           | 0          | 1         | 0         | 0           | 0          | 33       | 4     | 5           | 0          |
| Thomas Möller          | 0          | 0          | 0           | 0          | 0         | 0         | 0           | 0          | 0        | 0     | 0           | 0          |
| Darlington Omodiagbe   | 13         | 2          | 5           | 0          | 0         | 0         | 0           | 0          | 13       | 2     | 5           | 0          |
| Massimilian Porcello   | 0          | 0          | 0           | 0          | 0         | 0         | 0           | 0          | 0        | 0     | 0           | 0          |
| Josip Rašić            | 0          | 0          | 0           | 0          | 0         | 0         | 0           | 0          | 0        | 0     | 0           | 0          |
| Rob Reekers            | 15         | 0          | 2           | 0          | 1         | 0         | 0           | 0          | 16       | 0     | 2           | 0          |
| Frank Scharpenberg     | 28         | 2          | 1           | 0          | 1         | 0         | 0           | 0          | 29       | 2     | 1           | 0          |
| Mike Schürmann         | 7          | 0          | 1           | 0          | 0         | 0         | 0           | 0          | 7        | 0     | 1           | 0          |
| Daniel Stendel         | 31         | 5          | 0           | 0          | 1         | 0         | 0           | 0          | 32       | 5     | 0           | 0          |
| Robert Szopa           | 1          | 0          | 0           | 0          | 0         | 0         | 0           | 0          | 1        | 0     | 0           | 0          |
| Jens Tschiedel         | 11         | 1          | 3           | 0          | 1         | 0         | 0           | 0          | 12       | 1     | 3           | 0          |
| David Wagner           | 26         | 3          | 3           | 0          | 1         | 0         | 0           | 0          | 27       | 3     | 3           | 0          |
| Thijs Waterink         | 28         | 3          | 5           | 0          | 1         | 0         | 1           | 0          | 29       | 3     | 6           | 0          |
| Uwe Weidemann          | 26         | 4          | 3           | 1          | 1         | 0         | 1           | 0          | 27       | 4     | 4           | 1          |

### 2. Bundesliga-Zuschauerzahlen und Sponsoren
| Heidewaldstadion  | 12.500 | 123.000 | 7.235 | 57,88 % | 2/17 | Miele | Puma |
| Stand: Saisonende |        |         |       |         |      |       |      |